# آلوا
الوا، جمهوری دموکراتیک کنگو (به لاتین: Aloi, Democratic Republic of the Congo) یک منطقهٔ مسکونی در جمهوری دموکراتیک کنگو است که در North Kivu واقع شده‌است.